# 2014年3月

## 3月1日
武裝衝突

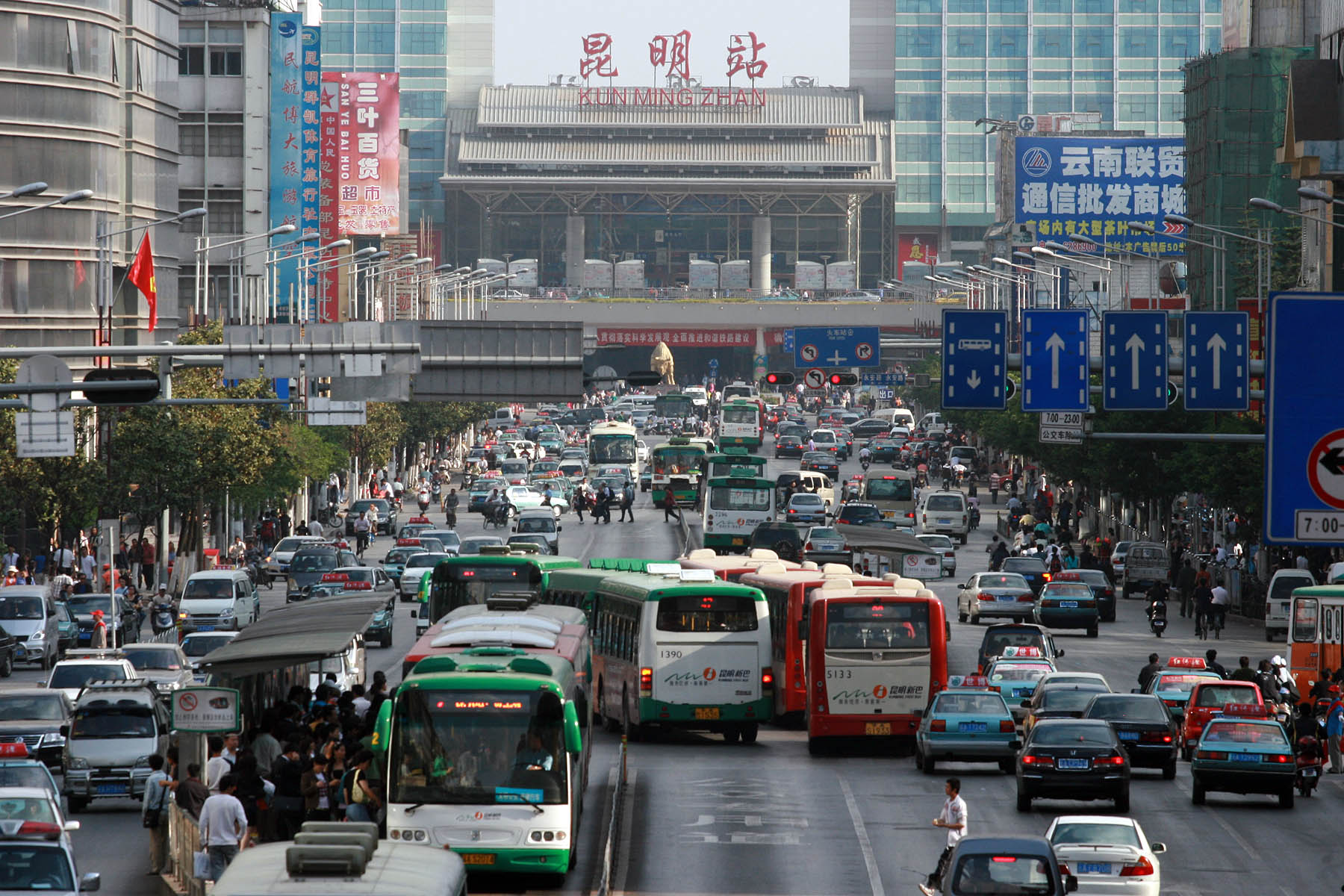
昆明火车站

- 统一着黑色服装的新疆男女持械衝入中国云南省昆明火车站，见人就砍，造成多人伤亡，现场证据表明事件由新疆分裂势力组织策划，中国官方定性后称之为“3·01”暴力恐怖袭击事件。[1]

## 3月2日
國際關係
- 俄羅斯聯邦會議批准俄羅斯總統得以針對克里米亞的緊張局勢動用武力。[2]

## 3月3日
武裝衝突
- 伊拉克安全部隊在安巴爾省擊斃52名武裝分子。[3]

科學技術
- 科學家宣佈在3萬年前的西伯利亞凍土層中，發現已知最大的病毒闊口罐病毒。[4]

## 3月4日
節慶競賽
- 英國阿什本小鎮舉辦以鎮民一起參與的懺悔節足球賽，球員規模達千人。該競賽傳統從1683年以來已有300多年歷史。[5]

## 3月7日
司法判決
- 涉及洪仲丘事件的18名被告，桃園地院一審宣判13人有罪，5人無罪。[6]

## 3月8日
災難事故
- 一架載有239人、原定從马来西亚吉隆坡飛往中国北京市的馬來西亞航空370號班機在泰國灣上空失去聯繫[7]。后于3月24日被确认坠毁于南印度洋。

## 3月9日
災難事故
- 墨西哥南部瓦哈卡州於當地時間18時38分（北京时间10日早上8时38分）发生芮氏5.8级地震[8]。

政治選舉
- 在北韓最高人民會議議員選舉中，金正恩全票當選該會議議員[9]。

## 3月12日
災難事故
- 美國紐約東哈萊姆區公寓發生瓦斯爆炸（英语：East Harlem apartment explosion），造成至少8人死亡[10]。

科學技術
- 歐洲南天文台的天文學家透過甚大望遠鏡，發現直徑比太陽大1,300倍的特超巨星。[11]

## 3月14日
武裝衝突
- 尼日利亞博爾諾州首府邁杜古里一個軍營被武裝分子攻擊，至少207名疑似博科聖地成員及5名政府軍被殺。[12]

訃文
- 英國工黨資深左翼政治家托尼·本恩逝世，終年88歲。[13]

## 3月16日
國際關係
- 克里米亞就是否脫離烏克蘭並重新加入俄羅斯舉辦公投，約97%選票支持脱乌入俄之动议[14]。

## 3月18日
科學技術
- 科學家透過電波望遠鏡首次偵測到在大爆炸之後，宇宙暴漲散發出的重力波痕跡。[15]

政治抗爭
- 反對《兩岸服務貿易協議》而聚集於立法院外的臺灣大学生和民眾佔領立法院議場，並且提出法案逐條審查等要求。[16]

## 3月21日
國際關係
- 歐盟與烏克蘭簽署政治經濟協議，該協議為去年11月烏國前總統亞努科維奇拒絕簽署協議中的一部分[17]。

政治選舉
- 泰國憲法法庭裁決2月份舉行的2014年泰國普選（英语：Thai general election, 2014）因無法在同日於全國各地舉行而無效[18]。

## 3月22日
醫療保健
- 幾內亞政府宣佈先前該國南部爆發的出血熱疫情是由伊波拉病毒引起，此疫情已造成80例確定病例中至少59人死亡[19]。

災害事故
- 美國華盛頓州奧索鎮（英语：Oso, Washington）發生山崩，至當地時間星期一已造成14人死亡，176人失蹤[20][21]。

## 3月24日
災害事故
- 馬來西亞首相納吉宣佈8日失聯的馬來西亞航空370號班機於南印度洋墜毀，機上無人生還[22]。

國際關係
- 2014年克里米亞危機：俄羅斯被逐出八大工業國組織[23]。
- 日本宣佈將數百公斤敏感性核原料交由美國處理[24]。

政治抗爭
- 臺灣行政院於24日凌晨，開始驅逐前一日突襲佔領行政院的學生與民眾[25]。

## 3月25日
文化藝術
- 日本建築師坂茂憑著臨時房屋的簡單設計獲得2014年的普利茲克建築獎[26]。

## 3月27日
國際關係
- 2014年克里米亞危機：聯合國大會以100票贊成、11票反對、58票棄權通過無拘束力的議案，該議案宣佈克里米亞脫離烏克蘭的公投無效，並拒絕承認俄羅斯合併克里米亞[27]。

政治選舉
- 美國總統歐巴馬提案終止國家安全局對美國公民的電話監聽和數據搜集[28]。
- 土耳其政府因YouTube出現關於該國高官討論對敘利亞採取軍事行動的錄音而封鎖YouTube[29]。

## 3月29日
政治選舉
- 2014年斯洛伐克总统选举進行第二輪投票，安德烈·基斯卡當選新總統。[30]

## 3月30日
群體事件
- 中國廣東省茂名市數千至上萬民眾針對對二甲苯（PX）化工项目发起抗议与遊行示威活动，地方政府出動千餘警力維穩，最終事件演變成流血衝突。[31]

政治選舉
- 在2014年法國地方選舉（英语：French municipal elections, 2014）第二輪投票中，總統所屬中間偏左的社會黨失利，中間偏右的人民運動聯盟與極右的民族陣線勝出[32]。

## 3月31日
生態保育
- 國際法庭裁定日本在南冰洋的捕鯨行為並非科學目的，在做出改革之前暫停發放捕鯨許可。此判決為具法律約束力的最終判決[33]。
- 聯合國政府間氣候變化專門委員會發佈報告指出，氣候變遷將對地球生態造成重大衝擊[34][35]。

武裝衝突
- 南韓宣稱北韓進行海上射擊演練時砲彈落入南韓海域，故向北韓海域開砲還擊，並對白翎島居民發出緊急疏散令[36]。

國際關係
- 美國貿易代表處（USTR）公布2014年各國貿易障礙報告（National Trade Estimate Report），詳述臺灣限制中國大陸投資。[37]